# Bombyx brunnea
Bombyx brunnea är en fjärilsart som beskrevs av Karl Grünberg 1911. Bombyx brunnea ingår i släktet Bombyx och familjen silkesspinnare. Inga underarter finns listade i Catalogue of Life.